# Hordeum flexuosum
Hordeum flexuosum är en gräsart som beskrevs av Ernst Gottlieb von Steudel. Hordeum flexuosum ingår i släktet kornsläktet, och familjen gräs. Inga underarter finns listade i Catalogue of Life.